# Calliperodiplosis indica
Calliperodiplosis indica är en tvåvingeart som beskrevs av Grover 1979. Calliperodiplosis indica ingår i släktet Calliperodiplosis och familjen gallmyggor. Inga underarter finns listade i Catalogue of Life.